# José Serra Gil
José Serra Gil (* Amposta, 23 de dezembro de 1923 - 12 de junho de 2002).
Em 1940, quando Serra tinha 16 anos, se inaugurou o velódromo de Amposta, que estava situado nas Quintanes de Panton, entre o campo de futebol velho e a avenida Santa Bárbara. O velódromo permitiu-lhe praticar de uma maneira mais intensa sua torcida ao ciclismo. Junto com Serra começaram a fazer seus treinamentos outros jovens "ampostins" que depois converter-se-iam em ciclistas profissionais como Isidro Molar, Agustín Olhou (Xurra), Limbos (Chambert) ou Josep Dámaso (que chegou a ser Campeão da Espanha depois de moto).
Serra fez a mili em Barcelona e, quando tinha permissão, se deslocava em Amposta para ver a família com sua bicicleta, fazendo o trajecto de ida e volta. Como soldado tinha o encarrego de levar diariamente o correio militar desde Barcelona até quartel de Berga. Este trajecto diário servia-lhe de treinamento.
Em 1946 correu sua primeira corrida profissional na Volta à Catalunha. A primeira equipa onde correu foi SC Barcelonès, depois o Coñac Bartola, mais tarde pelo Clube de Futebol Espanhol, o Ignis e o Faema.
Durante sua carreira como profissional participou nas corridas mais importantes da época. Desde 1948 até 1954 correu na Volta à Catalunha, ficando em 1950 como segundo classificado. Em 1949 conseguiu o Campeonato da Espanha. Em 1954 ganhou duas etapas na Volta a Espanha e ficou finalmente como terceiro. Em 1957 foi campeão na contrarrelógio a nível individual e por equipas.
A nível internacional participou em três ocasiões, a primeira em 1949, na Volta a Marrocos. Em 1950 ficou quinto na Volta a Portugal. No final dos anos 40 correu pela primeira vez o Tour de France, fazendo mais quatro edições. No Giro de Itália participou também quatro anos. Também correu em outras corridas como a Daufí Libertei, Volta a Castilla, Trofeo Masferrer, Grande Prêmio Eibar do País Basco, Grande Prêmio Pascuas de Pamplona e Volta Ciclista a Tarragona entre outros.
Em 1958 (naquele momento pertencia à equipa Faema), retirou-se do ciclismo profissional, mas colaborou durante muitos anos na organização da Volta à Catalunha, conseguindo por duas vezes que a corrida tivesse a saída e o chegada em Amposta. Serra também destacou como treinador. Em 1967 dirigiu a equipa espanhola B que participou no Tour e ao ano seguinte foi diretor da equipa espanhola que correu em Marrocos.
José Serra morreu à idade de 78 anos, a 12 de junho de 2002. Homem de grande personalidade e profunda sensibilidade, durante sua etapa profissional levou o espírito lutador e o nome de Amposta toda Espanha e da Europa. Com sua entrega, esforço e tenacidade foi exemplo para muitos desportistas de Amposta.

## Palmarés
- 1947
  - Campeonato de Barcelona

- 1948
  - 1 etapa da Volta a Tarragona

- 1949
  - G.P. Pascuas
  - Campeonato da Espanha em Estrada  
  - GP de Cataluña
  - 2.º no Campeonato da Espanha de Montanha 
  - Campeão da Espanha por Regiões

- 1950
  - 3.º da Volta a Espanha, mais 2 etapas
  - 1 etapa à Volta à Catalunha
  - Campeão da Espanha por Regiões

- 1951
  - 2 etapas da Volta a Marrocos
  - Campeão da Espanha por Regiões

- 1952
  - 2.º na Classificação Geral da Volta a Castilla
  - 3.º no Campeonato da Espanha de Montanha 
  - Campeão da Espanha por Regiões

- 1953
  - 1 etapa na Volta à Catalunha
  - Campeão da Espanha por Regiões

- 1954
  - Bicicleta Eibarresa
  - 1 etapa na Volta à Catalunha
  - Campeão da Espanha por Regiões

- 1955
  - 3.º no Campeonato da Espanha em Estrada

### Resultados na Volta a Espanha
- - 1948: 15.º da classificação geral
  - 1950: 3.º da classificação geral, vencedor de 2 etapas
  - 1955: 7.º da classificação geral
  - 1956: 9.º da classificação geral
  - 1957: 38.º da classificação geral

### Resultados no Tour de France
- - 1949: Abandona em 6.ª etapa
  - 1951: Abandona em 22.ª etapa
  - 1952: 23.º da classificação geral
  - 1953: 14.º da classificação geral
  - 1954: 81.º da classificação geral

### Resultados no Giro de Itália
- - 1955: 60.º da classificação geral
  - 1956: 26.º da classificação geral
  - 1957: 68.º da classificação geral

## Equipas
- - UD Sans-Asas Cor (1948)
  - Peugeot-Dunlop (1949)
  - Académico (1950)
  - Individual (1951-1952)
  - Metropole-Hutchinson i Welter-Ursus (1953)
  - Splendid-d'Alessandro (1954)
  - Feru, Ignis e Splendid-d'Alessandro (1955)
  - Girardengo-Icep e Faema-Guerra (1956)
  - Faema-Granollers e Ignis-Doniselli (1957)
  - Faema-Guerra (1958)